# 第87回天皇杯全日本サッカー選手権大会
第87回天皇杯全日本サッカー選手権大会（だい87かい てんのうはいぜんにほんさっかーせんしゅけんたいかい）は、2007年（平成19年）9月16日から2008年（平成20年）1月1日まで開催された天皇杯全日本サッカー選手権大会である。
この大会は鹿島アントラーズが7年ぶり3度目の優勝をはたした。

## スケジュール
| 1回戦    | 9月16日      | 都道府県代表39チーム、大学シードチームの出場 |
| 2回戦    | 9月23日      | 残りの都道府県代表8チームの出場              |
| 3回戦    | 10月7日      | J2チーム、JFLシードチームの出場              |
| 4回戦    | 11月4日      | J1チームの出場                               |
| 5回戦    | 12月8日      |                                              |
| 準々決勝 | 12月22日     |                                              |
| 準決勝   | 12月29日     |                                              |
| 決勝     | 2008年1月1日 | 国立競技場                                   |

1. ↑  マッチナンバー18（春野陸）は9月17日開催
2. ↑  マッチナンバー29（一宮）は9月22日、マッチナンバー31（宮崎市陸）は9月24日開催
3. ↑  予備日11月7日。Jリーグヤマザキナビスコカップ決勝進出チーム（ガンバ大阪と川崎フロンターレ）が対象。
4. ↑  予備日11月28日。AFCチャンピオンズリーグ決勝戦に進出した浦和レッズが対象。
5. ↑  予備日12月15日。J1・J2入れ替え戦に出場した広島が対象。

## トピックス
- 今大会よりAFCチャンピオンズリーグ（ACL）の出場権の扱いが改正され、2005年のACLから2008年のACLまでは2年度前の天皇杯優勝チーム（＝第83回大会 - 第86回大会）に出場権が与えられていたものを、2009年のACL以降は前年度（＝第88回大会）の天皇杯優勝チームに出場権が与えられることとなった。そのため、今大会で優勝してもACLの出場権は得られない。なお今大会で優勝した鹿島アントラーズは、これとは別に2007年のJ1を優勝したことにより2008年のACLへの出場権を得ている。
- 静岡県代表で日本フットボールリーグ（JFL）所属のHonda FCが、3回戦から5回戦まででJリーグ勢3チームを破り、都道府県代表として初めて準々決勝に進んだ。

## 出場チーム

### J1リーグ
- 鹿島アントラーズ（16年連続24回目）
- 浦和レッドダイヤモンズ（42年連続43回目）
- 大宮アルディージャ（12年連続13回目）
- ジェフユナイテッド市原・千葉（21年連続43回目）
- 柏レイソル（13年連続40回目）
- FC東京（14年連続14回目）
- 川崎フロンターレ（13年連続24回目）
- 横浜F・マリノス（29年連続30回目）
- 横浜FC（9年連続9回目）

- ヴァンフォーレ甲府（12年連続16回目）
- アルビレックス新潟（12年連続16回目）
- 清水エスパルス（16年連続16回目）
- ジュビロ磐田（28年連続31回目）
- 名古屋グランパスエイト（17年連続31回目）[1]
- ガンバ大阪（27年連続27回目）
- ヴィッセル神戸（17年連続21回目）
- サンフレッチェ広島F.C（36年連続56回目）
- 大分トリニータ（12年連続12回目）

### J2リーグ
- コンサドーレ札幌（26年連続27回目）
- ベガルタ仙台（13年連続14回目）
- モンテディオ山形（12年連続16回目）
- 水戸ホーリーホック（12年連続12回目）
- ザスパ草津（5年連続5回目）
- 東京ヴェルディ1969（32年連続33回目）
- 湘南ベルマーレ（36年連続36回目）

- 京都サンガF.C.（14年連続25回目）
- セレッソ大阪（14年連続39回目）
- 徳島ヴォルティス（17年連続19回目）
- 愛媛FC（9年連続9回目）
- アビスパ福岡（14年連続16回目）
- サガン鳥栖（14年連続16回目）[2]

### JFL
- 佐川急便SC（初出場[3]）

### 大学
- 流通経済大学（2年連続4回目）

### 都道府県代表
- 北海道 ベアフット北海道（初出場）
- 青森県 八戸大学（4年連続7回目）
- 岩手県 FCガンジュ岩手（初出場）
- 宮城県 ソニー仙台FC（2年連続10回目）
- 秋田県 TDK SC（6年連続14回目）
- 山形県 山形大学（2年連続2回目）
- 福島県 ビアンコーネ福島（4年ぶり2回目）
- 茨城県 筑波大学（2年ぶり24回目）
- 栃木県 栃木SC（10年連続10回目）
- 群馬県 図南SC群馬（初出場）
- 埼玉県 埼玉SC（2年ぶり6回目）
- 千葉県 順天堂大学（4年ぶり12回目）
- 東京都 明治大学（9年ぶり11回目）
- 神奈川県 東邦チタニウム（15年ぶり5回目）
- 山梨県 韮崎アストロスFC（3年連続12回目）
- 長野県 大原学園JaSRA（5年ぶり3回目）
- 新潟県 JAPANサッカーカレッジ（8年連続8回目）
- 富山県 アローズ北陸（2年ぶり10回目）
- 石川県 ツエーゲン金沢（2年ぶり4回目）
- 福井県 丸岡フェニックスサッカークラブ（初出場）
- 静岡県 Honda FC（13年連続32回目）
- 愛知県 FC刈谷（2年ぶり12回目）
- 三重県 四日市大学（3年ぶり2回目）
- 岐阜県 FC岐阜（2年連続2回目）

- 滋賀県 FC Mi-O びわこ Kusatsu（初出場）
- 京都府 佐川印刷SC（2年ぶり4回目）
- 大阪府 大阪体育大学（6年ぶり11回目）
- 兵庫県 バンディオンセ神戸（4年連続5回目）[4]
- 奈良県 天理大学（3年ぶり6回目）
- 和歌山県 近大附属和歌山高校（初出場）
- 鳥取県 ガイナーレ鳥取（8年連続10回目）
- 島根県 FCセントラル中国（4年連続4回目）
- 岡山県 三菱自動車水島FC（4年連続9回目）
- 広島県 広島修道大学（初出場）
- 山口県 レノファ山口FC（3年ぶり7回目）
- 香川県 カマタマーレ讃岐（3年連続9回目）
- 徳島県 徳島ヴォルティス・アマチュア（2年連続2回目）
- 愛媛県 久枝FC（初出場）
- 高知県 高知大学（5年連続12回目）
- 福岡県 福岡教育大学（4年ぶり3回目）
- 佐賀県 佐賀大学（2年連続3回目）
- 長崎県 V・ファーレン長崎 （2年連続2回目）
- 熊本県 ロッソ熊本（8年連続8回目）[5]
- 大分県 大分トリニータU-18（2年ぶり4回目）
- 宮崎県 ホンダロック（2年ぶり6回目）
- 鹿児島県 鹿屋体育大学（4年連続7回目）
- 沖縄県 沖縄かりゆしFC（4年ぶり4回目）

1. ↑  トヨタ自動車工業サッカー部（15回出場）の出場回数を含む。
2. ↑  鳥栖フューチャーズ（5回出場）の出場回数を含む。
3. ↑  2007年に佐川急便東京SCと佐川急便大阪SCが合併した新クラブのため初出場扱い。過去、佐川急便東京は4回、佐川急便大阪は1回出場。
4. ↑  兵庫教員蹴球団（2回出場）の出場回数を含まない。
5. ↑  アルエット熊本（5回出場）の出場回数を含む。

## 試合

### 1回戦
| 【1】 2007年9月16日 | ビアンコーネ福島 | 0 - 1    | V・ファーレン長崎 | Jヴィレッジスタジアム        |  |
| 13:00               |                  | 公式記録 | 小田幸司 64分     | 観客数: 653人 主審: 山内宏志 |  |

| 【2】 2007年9月16日 | 大原学園JaSRA                                         | 4 - 5    | 八戸大学                                                          | 長野県松本平広域公園総合球技場 |  |
| 13:00               | 東海林周平 14分 · 藤島邦公 42分 · 碇野壱馬 47分, 81分 | 公式記録 | 今野豪 25分 · 高橋恭平 37分, 74分 · 松島一真 89分 · 伊藤直也 89分 | 観客数: 755人 主審: 岡部拓人   |  |

| 【3】 2007年9月16日 | バンディオンセ神戸                                       | 5 - 0    | 山形大学 | 加古川運動公園陸上競技場     |  |
| 13:00               | 吉田真史 5分, 16分 · 川淵勇祐 63分, 83分 · 山道高平 74分 | 公式記録 |          | 観客数: 525人 主審: 武田光晴 |  |

| 【4】 2007年9月16日 | 天理大学                                     | 3 - 1    | 図南SC群馬    | 奈良県立橿原公苑陸上競技場   |  |
| 13:00               | 嶋田祥吾 7分 · 田中勇太 39分 · 福田真吾 78分 | 公式記録 | 樹森大介 25分 | 観客数: 376人 主審: 唐紙学志 |  |

| 【5】 2007年9月16日 | ガイナーレ鳥取                | 2 - 0    | 佐賀大学 | 鳥取市営サッカー場バードスタジアム |  |
| 13:00               | 西村英樹 35分 · 秋田英義 48分 | 公式記録 |          | 観客数: 722人 主審: 越智新次       |  |

| 【6】 2007年9月16日                        | 鹿屋体育大学  | 1 - 1 (延長) (4 - 3 PK戦)                    | 流通経済大学  | 鹿児島県立鴨池陸上競技場     |  |
| 13:09                                      | 比嘉啓太 38分 | 公式記録                                     | 飯田真輝 42分 | 観客数: 320人 主審: 大西弘幸 |  |
|                                            |               | PK戦                                         |               |                              |  |
| 赤嶺佑樹 吉良仁志 小泉訓 杉本勇樹 木村星弥 |               | 鎌田次郎 金久保順 赤井秀行 平木良樹 武井択也 |               |                              |  |

| 【7】 2007年9月16日 | ベアフット北海道 | 1 - 3    | 大阪体育大学                        | 札幌厚別公園競技場           |  |
| 13:00               | 伊藤心 74分      | 公式記録 | 山下芳充 68分, 70分 · 小久保武 77分 | 観客数: 547人 主審: 入部進也 |  |

| 【8】 2006年9月16日 | FC岐阜                                | 3 - 1    | 福岡教育大学  | 岐阜メモリアルセンター長良川球技メドウ |  |
| 13:00               | 森山泰行 22分 · 和多田充寿 33分, 42分 | 公式記録 | 尾上大介 82分 | 観客数: 859人 主審: 中野卓             |  |

| 【9】 2007年9月16日 | 沖縄かりゆしFC                                                                 | 7 - 0    | 久枝FC | 沖縄県総合運動公園陸上競技場 |  |
| 13:00               | 宮川孝宏 5分, 20分, 54分 · 高畑浩二 59分 · 浅見和正 70分, 89分 · 松田英樹 88分 | 公式記録 |        | 観客数: 246人 主審: 野口達生 |  |

| 【10】 2007年9月16日 | 広島修道大学  | 1 - 2    | JAPANサッカーカレッジ               | 福山市竹ヶ端運動公園陸上競技場 |  |
| 13:00                | 田中尚樹 82分 | 公式記録 | ルシアーノ佐藤 12分 · 内野敬志 29分 | 観客数: 1,274人 主審: 渡邊智哉 |  |

| 【11】 2007年9月16日 | カマタマーレ讃岐 | 1 - 4    | 三菱自動車水島FC                                               | 香川県営サッカー・ラグビー場 |  |
| 13:00                | 加藤浩史 26分    | 公式記録 | 小林靖典 8分 · 山下聡也 50分 · 松岡大輔 78分 · 高松健太郎 89分 | 観客数: 439人 主審: 岡宏道   |  |

| 【12】 2007年9月16日 | 韮崎アストロス | 0 - 8    | TDK SC                                                                                     | 山梨県小瀬スポーツ公園陸上競技場 |  |
| 13:00                |                | 公式記録 | 小沢征敏 1分 · 松田正俊 27分, 39分, 47分 · 37分 (o.g.) · 富樫豪 55分 · 池田昌広 61分, 79分 | 観客数: 566人 主審: 数原武志     |  |

| 【13】 2007年9月16日 | 四日市大学          | 2 - 3    | FC Mi-O びわこ Kusatsu                      | 三重県鈴鹿スポーツガーデン     |  |
| 13:00                | 野中伸基 64分, 82分 | 公式記録 | 安部雄二郎 0分 · 壽健志 3分 · 幸山聡太 48分 | 観客数: 682人 主審: 五十嵐泰之 |  |

| 【14】 2007年9月16日 | 大分トリニータU-18 | 0 - 1    | 徳島ヴォルティス・アマチュア | 大分市営陸上競技場           |  |
| 13:00                |                    | 公式記録 | 岡本秀雄 27分                | 観客数: 315人 主審: 吉田哲朗 |  |

| 【15】 2007年9月16日 | ツエーゲン金沢                       | 3 - 2 (延長) | ロッソ熊本                    | 金沢市民サッカー場             |  |
| 13:00                | 権東勇介 70分, 76分 · 奈良安剛 109分 | 公式記録     | 小森田友明 13分 · 高橋泰 29分 | 観客数: 1,217人 主審: 大川直也 |  |

| 【16】 2007年9月16日 | FCガンジュ岩手                | 2 - 3    | 埼玉SC                              | 盛岡南公園球技場             |  |
| 13:00                | 岡本勇輝 28分 · 太田浩二 89分 | 公式記録 | 古市元喜 13分, 57分 · 清水大輔 38分 | 観客数: 587人 主審: 木村博之 |  |

| 【17】 2007年9月16日 | FCセントラル中国                | 2 - 5    | 近大附属和歌山高校                             | 島根県立サッカー場           |  |
| 13:00                | 佐伯周次郎 39分 · 福原康太 69分 | 公式記録 | 宮本宗弥 7分, 18分, 86分 · 薮本竜弥 82分, 84分 | 観客数: 247人 主審: 田尻智計 |  |

| 【18】 2007年9月17日 | 高知大学      | 1 - 3    | 順天堂大学                                  | 高知県立春野総合運動公園陸上競技場 |  |
| 13:00                | 石川雄太 66分 | 公式記録 | 50分 (o.g.) · 田中順也 87分 · 福士徳文 89分 | 観客数: 1,344人 主審: 小曽根潮     |  |

| 【19】 2007年9月16日 | 佐川印刷SC                                                                          | 6 - 0    | 丸岡フェニックス | 京都府立山城総合運動公園太陽が丘陸上競技場 |  |
| 13:00                | 町中大輔 11分, 79分 · 東純一郎 21分 · 高橋弘章 29分 · 金井龍生 64分 · 大坪博和 83分 | 公式記録 |                  | 観客数: 361人 主審: 蒲澤淳一               |  |

| 【20】 2007年9月16日 | ソニー仙台FC               | 2 - 1    | レノファ山口  | 宮城県サッカー場             |  |
| 13:00                | 5分 (o.g.) · 金子央朋 87分 | 公式記録 | 松原幸雄 23分 | 観客数: 716人 主審: 藤田稔人 |  |

### 2回戦
| 【21】 2007年9月23日 | V・ファーレン長崎                                                 | 5 - 0    | 八戸大学 | Jヴィレッジスタジアム          |  |
| 13:00                | 田上渉 42分, 89分 · 佐野裕哉 46分 · 竹村栄哉 58分 · 岩本昌樹 85分 | 公式記録 |          | 観客数: 235人 主審: 五十嵐泰之 |  |

| 【22】 2007年9月23日 | バンディオンセ神戸                                                                  | 6 - 2    | 天理大学                    | 兵庫県立三木総合防災公園陸上競技場 |  |
| 13:00                | 川淵勇祐 12分, 54分 · 八柄堅一 44分 · 西村完爾 79分 · 山道高平 84分 · 秋田政輝 88分 | 公式記録 | 谷口祐樹 23分 · 布施要 68分 | 観客数: 1,141人 主審: 大川直也     |  |

| 【23】 2007年9月23日 | ガイナーレ鳥取 | 1 - 3    | 鹿屋体育大学                        | 松江市営陸上競技場         |  |
| 13:00                | 田村和也 73分  | 公式記録 | 木村星弥 15分 · 比嘉啓太 58分, 82分 | 観客数: 914人 主審: 中野卓 |  |

| 【24】 2007年9月23日 | 大阪体育大学  | 1 - 2    | FC岐阜                    | 札幌厚別公園競技場           |  |
| 13:00                | 村田和哉 83分 | 公式記録 | 佐藤聡 28分 · 松田勉 44分 | 観客数: 321人 主審: 岡部拓人 |  |

| 【25】 2007年9月23日 | 沖縄かりゆしFC                               | 3 - 1    | JAPANサッカーカレッジ | 沖縄市総合運動場陸上競技場   |  |
| 13:00                | 宮川孝宏 8分 · 阿部巧也 37分 · 国仲厚助 52分 | 公式記録 | ルシアーノ佐藤 19分   | 観客数: 346人 主審: 大西弘幸 |  |

| 【26】 2007年9月23日 | 三菱自動車水島FC | 0 - 2    | TDK SC                        | 香川県営サッカー・ラグビー場 |  |
| 13:00                |                  | 公式記録 | 池田昌広 35分 · 松田正俊 42分 | 観客数: 161人 主審: 今村亮一 |  |

| 【27】 2007年9月23日 | 栃木SC           | 2 - 1    | FC Mi-O びわこ Kusatsu | 栃木県グリーンスタジアム       |  |
| 13:00                | 横山聡 4分, 62分 | 公式記録 | 冨田晋矢 34分          | 観客数: 1,034人 主審: 数原武志 |  |

| 【28】 2007年9月23日 | 筑波大学                                      | 3 - 0    | 徳島ヴォルティス・アマチュア | ひたちなか市総合運動公園陸上競技場 |  |
| 13:00                | 作田裕次 47分 · 三澤純一 71分 · 麻生耕平 80分 | 公式記録 |                              | 観客数: 307人 主審: 越智新次       |  |

| 【29】 2007年9月22日 | FC刈谷 | 0 - 1    | ツエーゲン金沢 | 一宮市光明寺公園球技場       |  |
| 13:00                |        | 公式記録 | ダニロ 13分    | 観客数: 748人 主審: 吉田哲朗 |  |

| 【30】 2007年9月23日 | Honda FC                      | 2 - 0    | 埼玉SC | 静岡県草薙総合運動場陸上競技場 |  |
| 13:00                | 新田純也 18分 · 鈴木弘大 71分 | 公式記録 |        | 観客数: 460人 主審: 渡邊智哉   |  |

| 【31】 2007年9月24日 | ホンダロック                                  | 3 - 1    | 近大附属和歌山高校 | 宮崎市生目の杜運動公園陸上競技場 |  |
| 13:00                | 原田洋志 79分 · 谷口研二 87分 · 水永翔馬 89分 | 公式記録 | 岩橋香季 56分      | 観客数: 1,219人 主審: 山内宏志   |  |

| 【32】 2007年9月23日 | 東邦チタニウム | 0 - 2    | 順天堂大学          | 大和市営大和スポーツセンター競技場 |  |
| 13:00                |                | 公式記録 | 田中順也 51分, 83分 | 観客数: 894人 主審: 武田光晴       |  |

| 【33】 2007年9月23日 | アローズ北陸               | 2 - 0    | 佐川印刷SC | 高岡スポーツコア サッカー・ラグビー場 |  |
| 13:00                | 金明輝 4分 · 上園和明 77分 | 公式記録 |            | 観客数: 1,616人 主審: 藤田稔人        |  |

| 【34】 2007年9月23日 | 明治大学                          | 3 - 2    | ソニー仙台FC                  | 国立西が丘サッカー場         |  |
| 13:00                | 山本紘之 54分 · 林陵平 82分, 89分 | 公式記録 | 石原慎也 20分 · 桐田英樹 43分 | 観客数: 623人 主審: 小曽根潮 |  |

### 3回戦
| 【35】 2007年10月7日 | 湘南ベルマーレ                    | 3 - 0    | V・ファーレン長崎 | 平塚競技場                     |  |
| 13:00                | 原竜太 28分 · 石原直樹 78分, 89分 | 公式記録 |                   | 観客数: 1,591人 主審: 山西博文 |  |

| 【36】 2007年10月7日 | 佐川急便SC                                                 | 4 - 0    | バンディオンセ神戸 | 佐川急便守山陸上競技場     |  |
| 13:00                | 山根伸泉 6分 · 御給匠 16分 · 冨山卓也 61分 · 嶋田正吾 64分 | 公式記録 |                    | 観客数: 837人 主審: 廣瀬格 |  |

| 【37】 2007年10月7日 | モンテディオ山形                   | 3 - 0    | 鹿屋体育大学 | NDソフトスタジアム山形         |  |
| 13:00                | 根本亮助 3分, 17分 · 本橋卓巳 76分 | 公式記録 |              | 観客数: 1,924人 主審: 今村義朗 |  |

| 【38】 2007年10月7日 | 徳島ヴォルティス                | 2 - 0    | FC岐阜 | 鳴門・大塚スポーツパークポカリスエットスタジアム |  |
| 13:00                | 長谷川太郎 68分 · 小林康剛 76分 | 公式記録 |        | 観客数: 1,479人 主審: 田邊宏司                   |  |

| 【39】 2007年10月7日 | 愛媛FC         | 1 - 0 (延長) | 沖縄かりゆしFC | 愛媛県総合運動公園陸上競技場   |  |
| 13:00                | 三木良太 113分 | 公式記録     |                | 観客数: 1,161人 主審: 今村亮一 |  |

| 【40】 2007年10月7日                                                                                | コンサドーレ札幌 | 1 - 1 (延長) (9 - 10 PK戦)                                                                                | TDK SC          | 札幌厚別公園競技場           |  |
| 13:00                                                                                               | 石井謙伍 4分     | 公式記録                                                                                                  | 松ヶ枝泰介 16分 | 観客数: 4,177人 主審: 松尾一 |  |
| |                  | PK戦 |                 |                              |  |
| 砂川誠 吉瀬広志 関隆倫 上里一将 池内友彦 カウエ 大塚真司 岡田佑樹 金子勇樹 石井謙伍 佐藤優也 砂川誠 |                  | 小沢征敏 高林佑樹 松ヶ枝泰介 池田昌広 松田正俊 高橋臣徳 佐藤和旗 富樫豪 加賀潤 小林宏之 小野聡人 小沢征敏 |                 |                              |  |

| 【41】 2007年10月7日 | アビスパ福岡                                        | 4 - 0    | 栃木SC | 東平尾公園博多の森球技場       |  |
| 13:00                | アレックス 44分 · リンコン 53分, 61分 · 林祐征 76分 | 公式記録 |        | 観客数: 1,965人 主審: 前田拓哉 |  |

| 【42】 2007年10月7日 | サガン鳥栖    | 1 - 0    | 筑波大学 | 佐賀県総合運動場陸上競技場     |  |
| 13:00                | 髙地系治 73分 | 公式記録 |          | 観客数: 1,606人 主審: 池田直寛 |  |

| 【43】 2007年10月7日 | 水戸ホーリーホック | 1 - 0    | ツエーゲン金沢 | 笠松運動公園陸上競技場         |  |
| 13:00                | 村松潤 44分        | 公式記録 |                | 観客数: 1,054人 主審: 辺見康裕 |  |

| 【44】 2007年10月7日 | 東京ヴェルディ1969 | 0 - 1 (延長) | Honda FC       | 味の素スタジアム               |  |
| 13:00                |                    | 公式記録     | 鈴木弘大 106分 | 観客数: 2,428人 主審: 鍋島將起 |  |

| 【45】 2007年10月7日 | セレッソ大阪                              | 4 - 2    | ホンダロック                  | 長居第2陸上競技場              |  |
| 13:00                | 香川真司 35分, 89分 · 森島康仁 50分, 69分 | 公式記録 | 木下健生 36分 · 谷口研二 86分 | 観客数: 2,201人 主審: 松村和彦 |  |

| 【46】 2007年10月7日 | ベガルタ仙台     | 1 - 2 (延長) | 順天堂大学            | ユアテックスタジアム仙台       |  |
| 13:00                | 田ノ上信也 118分 | 公式記録     | 岡本達也 117分, 119分 | 観客数: 6,545人 主審: 牧野明久 |  |

| 【47】 2007年10月7日                                         | ザスパ草津 | 0 - 0 (延長) (5 - 4 PK戦)                                  | アローズ北陸 | 群馬県立敷島公園県営陸上競技場 |  |
| 13:00                                                        |            | 公式記録                                                   |              | 観客数: 2,056人 主審: 野田祐樹 |  |
|                                                              |            | PK戦                                                       |              |                                |  |
| 秋葉忠宏 カレカ 佐藤正美 鳥居塚伸人 高田保則 尾本敬 寺田武史 |            | 永冨裕也 西野誠 上園和明 金明輝 長山一也 今井大悟 小林羊汰 |              |                                |  |

| 【48】 2007年10月7日 | 京都サンガF.C. | 0 - 1    | 明治大学    | 京都市西京極総合運動公園陸上競技場兼球技場 |  |
| 13:00                |                | 公式記録 | 林陵平 86分 | 観客数: 1,663人 主審: 穴沢努               |  |

### 4回戦
| 【49】 2007年11月7日                     | ガンバ大阪                    | 2 - 2 (5 - 3 PK戦)                    | モンテディオ山形              | 万博記念競技場                 |  |
| 19:04                                    | 播戸竜二 51分 · 二川孝広 75分 | 公式記録                              | 豊田陽平 13分 · 石川竜也 30分 | 観客数: 2,638人 主審: 山西博文 |  |
|                                          |                               | PK戦                                  |                               |                                |  |
| 遠藤保仁 山口智 二川孝広 家長昭博 バレー |                               | 石川竜也 レオナルド 臼井幸平 横山拓也 |                               |                                |  |

| 【50】 2007年11月4日 | ジェフユナイテッド市原・千葉 | 1 - 3    | 大分トリニータ                             | フクダ電子アリーナ             |  |
| 13:00                | レイナウド 27分              | 公式記録 | 森重真人 3分 · 高松大樹 11分 · 梅崎司 40分 | 観客数: 6,914人 主審: 佐藤隆治 |  |

| 【51】 2007年11月4日                         | 清水エスパルス                       | 3 - 3 (5 - 4 PK戦)                           | 明治大学                           | 日本平スタジアム               |  |
| 13:04                                        | 兵働昭弘 70分 · 青山直晃 82分, 115分 | 公式記録                                     | 林陵平 35分, 103分 · 増田洋平 89分 | 観客数: 5,038人 主審: 鍋島將起 |  |
|                                              |                                      | PK戦                                         |                                    |                                |  |
| 兵働昭弘 枝村匠馬 市川大祐 高木和道 西澤明訓 |                                      | 藤田優人 小林裕紀 板倉大智 上川雄三 石井秀典 |                                    |                                |  |

| 【52】 2007年11月4日 | 横浜F・マリノス                                     | 4 - 1    | 佐川急便SC  | 横浜市三ツ沢公園球技場         |  |
| 13:00                | 狩野健太 22分 · 坂田大輔 52分, 73分 · 大島秀夫 54分 | 公式記録 | 御給匠 31分 | 観客数: 6,358人 主審: 村上伸次 |  |

| 【53】 2007年11月4日 | アルビレックス新潟           | 2 - 3    | サガン鳥栖                        | 東北電力ビッグスワンスタジアム |  |
| 13:01                | 坂本將貴 3分 · 河原和寿 55分 | 公式記録 | 金信泳 13分, 50分 · 髙地系治 15分 | 観客数: 9,504人 主審: 早川一行 |  |

| 【54】 2007年11月4日 | FC東京                        | 2 - 1    | TDK SC        | 味の素スタジアム               |  |
| 13:00                | 平山相太 52分 · 今野泰幸 82分 | 公式記録 | 松田正俊 53分 | 観客数: 6,727人 主審: 今村義朗 |  |

| 【55】 2007年11月4日 | ジュビロ磐田                                                                              | 6 - 1    | 順天堂大学    | ヤマハスタジアム（磐田）       |  |
| 13:00                | 前田遼一 18分 · 太田吉彰 37分 · カレン・ロバート 52分, 86分 · 茶野隆行 56分 · 成岡翔 79分 | 公式記録 | 岡本達也 23分 | 観客数: 4,189人 主審: 岡田正義 |  |

| 【56】 2007年11月4日 | サンフレッチェ広島                          | 3 - 0    | 湘南ベルマーレ | 鳥取市営サッカー場バードスタジアム |  |
| 13:02                | 青山敏弘 52分 · 70分 (o.g.) · 森崎浩司 89分 | 公式記録 |                | 観客数: 3,372人 主審: 前田拓哉     |  |

| 【57】 2007年11月28日 | 浦和レッズ | 0 - 2    | 愛媛FC              | さいたま市駒場スタジアム        |  |
| 19:05                 |            | 公式記録 | 田中俊也 65分, 82分 | 観客数: 12,247人 主審: 佐藤隆治 |  |

| 【58】 2007年11月4日 | 大宮アルディージャ | 0 - 2    | 横浜FC                        | 富山県総合運動公園陸上競技場   |  |
| 13:01                |                    | 公式記録 | 滝澤邦彦 11分 · 根占真伍 56分 | 観客数: 4,552人 主審: 小川直仁 |  |

| 【59】 2007年11月7日 | 川崎フロンターレ                             | 3 - 0    | セレッソ大阪 | 川崎市等々力陸上競技場         |  |
| 19:04                | ジュニーニョ 9分 · 森勇介 48分 · 鄭大世 72分 | 公式記録 |              | 観客数: 4,888人 主審: 牧野明久 |  |

| 【60】 2007年11月4日 | アビスパ福岡 | 0 - 2    | ヴィッセル神戸                | ホームズスタジアム神戸         |  |
| 13:01                |              | 公式記録 | 大久保嘉人 46分 · 朴康造 54分 | 観客数: 3,404人 主審: 片山義継 |  |

| 【61】 2007年11月4日 | 鹿島アントラーズ                | 2 - 0    | 水戸ホーリーホック | 茨城県立カシマサッカースタジアム |  |
| 13:04                | 田代有三 21分 · 小笠原満男 65分 | 公式記録 |                    | 観客数: 7,005人 主審: 扇谷健司   |  |

| 【62】 2007年11月4日 | ヴァンフォーレ甲府                               | 3 - 1 (延長) | 徳島ヴォルティス | 山梨県小瀬スポーツ公園陸上競技場 |  |
| 13:00                | 石原克哉 9分 · 羽地登志晃 106分 · 木村勝太 119分 | 公式記録     | 大島康明 75分    | 観客数: 4,963人 主審: 穴沢努     |  |

| 【63】 2007年11月4日 | 柏レイソル                    | 2 - 3 (延長) | Honda FC                             | 日立柏サッカー場               |  |
| 13:00                | 谷澤達也 38分 · アルセウ 50分 | 公式記録     | 新田純也 24分 · 鈴木弘大 76分, 119分 | 観客数: 4,015人 主審: 柏原丈二 |  |

| 【64】 2007年11月4日 | 名古屋グランパスエイト              | 3 - 1    | ザスパ草津    | 名古屋市瑞穂公園陸上競技場     |  |
| 13:00                | 吉村圭司 15分, 68分 · 吉田麻也 66分 | 公式記録 | 松浦宏治 73分 | 観客数: 3,522人 主審: 奥谷彰男 |  |

### 5回戦
| 【65】 2007年12月8日 | ガンバ大阪                          | 3 - 1    | 大分トリニータ | フクダ電子アリーナ           |  |
| 13:00                | 寺田紳一 12分, 75分 · 播戸竜二 66分 | 公式記録 | 高松大樹 45分  | 観客数: 3,285人 主審: 穴沢努 |  |

| 【66】 2007年12月8日 | 清水エスパルス                                                   | 5 - 3 (延長) | 横浜F・マリノス                                | 桃太郎スタジアム               |  |
| 13:00                | 市川大祐 1分 · 21分 (o.g.) · 西澤明訓 98分, 104分 · 原一樹 100分 | 公式記録     | 田中裕介 71分 · 大島秀夫 89分 · 清水範久 116分 | 観客数: 5,108人 主審: 柏原丈二 |  |

| 【67】 2007年12月8日 | サガン鳥栖 | 1 - 2    | FC東京                        | 香川県立丸亀競技場             |  |
| 13:04                | 衛藤裕 9分 | 公式記録 | 梶山陽平 19分 · 平山相太 80分 | 観客数: 4,512人 主審: 吉田寿光 |  |

| 【68】 2007年12月15日 | サンフレッチェ広島  | 2 - 0    | ジュビロ磐田 | 広島ビッグアーチ               |  |
| 13:00                 | 森崎浩司 18分, 51分 | 公式記録 |              | 観客数: 3,177人 主審: 小川直仁 |  |

| 【69】 2007年12月8日 | 愛媛FC                        | 2 - 1    | 横浜FC        | 長崎県立総合運動公園陸上競技場 |  |
| 13:00                | 宮原裕司 11分 · 星野真悟 88分 | 公式記録 | 滝澤邦彦 21分 | 観客数: 4,755人 主審: 村上伸次 |  |

| 【70】 2007年12月8日 | 川崎フロンターレ               | 3 - 0    | ヴィッセル神戸 | 神戸総合運動公園ユニバー記念競技場 |  |
| 13:01                | 森勇介 2分 · 鄭大世 31分, 35分 | 公式記録 |                | 観客数: 4,702人 主審: 田邊宏司     |  |

| 【71】 2007年12月8日 | 鹿島アントラーズ             | 2 - 1 (延長) | ヴァンフォーレ甲府 | 茨城県立カシマサッカースタジアム |  |
| 13:00                | 田代有三 28分 · 柳沢敦 109分 | 公式記録     | 久野純弥 89分      | 観客数: 6,558人 主審: 前田拓哉   |  |

| 【72】 2007年12月8日 | Honda FC                      | 2 - 0    | 名古屋グランパスエイト | 松江市営陸上競技場             |  |
| 13:00                | 鈴木弘大 68分 · 新田純也 75分 | 公式記録 |                        | 観客数: 3,755人 主審: 岡田正義 |  |

### 準々決勝
| 【73】 2007年12月22日 | ガンバ大阪    | 1 - 0 (延長) | 清水エスパルス | 長居スタジアム                 |  |
| 13:04                 | 寺田紳一 92分 | 公式記録     |                | 観客数: 8,575人 主審: 西村雄一 |  |

| 【74】 2007年12月23日 | FC東京 | 0 - 2    | サンフレッチェ広島            | 熊本県民総合運動公園陸上競技場 (KKWING) |  |
| 15:00                 |        | 公式記録 | 柏木陽介 13分 · 駒野友一 37分 | 観客数: 5,148人 主審: 松村和彦          |  |

| 【75】 2007年12月23日 | 愛媛FC | 0 - 2    | 川崎フロンターレ                  | 埼玉スタジアム2002             |  |
| 13:00                 |        | 公式記録 | 大橋正博 43分 · ジュニーニョ 65分 | 観客数: 8,484人 主審: 高山啓義 |  |

| 【76】 2007年12月22日 | 鹿島アントラーズ | 1 - 0 (延長) | Honda FC | ユアテックスタジアム仙台     |  |
| 15:00                 | 柳沢敦 110分     | 公式記録     |          | 観客数: 8,573人 主審: 松尾一 |  |

### 準決勝
| 【77】 2007年12月29日 | ガンバ大阪  | 1 - 3    | サンフレッチェ広島                           | エコパスタジアム               |  |
| 13:00                 | バレー 39分 | 公式記録 | 佐藤寿人 0分 · 平繁龍一 38分 · 髙柳一誠 89分 | 観客数: 6,128人 主審: 家本政明 |  |

| 【78】 2007年12月29日 | 川崎フロンターレ | 0 - 1    | 鹿島アントラーズ | 国立競技場                    |  |
| 15:04                 |                  | 公式記録 | 本山雅志 72分    | 観客数: 22,457人 主審: 東城穣 |  |

### 決勝
決勝に進出したのは、2007年J1覇者・鹿島アントラーズと、J1・J2入れ替え戦に敗れJ2降格が決まったサンフレッチェ広島であった。
試合は、8分、小笠原のパスを受けたDF内田篤人がFWマルキーニョスとのワンツーから右サイドを駆け上がりそのままシュート、これが決まって鹿島が先制点を挙げる（ちなみにこれが内田の2007年シーズン唯一の公式戦での得点だった）。追加点こそ奪えなかったものの、鹿島が優勢のまま前半を終える。
後半に入ると、広島はボランチにいた森崎浩司をトップ下に上げ、両サイドバックの駒野友一・服部公太を起点にした攻撃を増やして攻勢に出るも鹿島の守備陣を崩せず、逆に後半ロスタイム、守備固めのために途中出場した鹿島のDFダニーロがだめ押し点を挙げ、2-0で鹿島が7年ぶり3度目の天皇杯を手にした。
鹿島はシーズン二冠、通算11冠目のタイトル獲得となった。一方、広島はJリーグ発足後これが4度目の決勝進出だったが、またも苦杯をなめる結果となった。なお、リーグ覇者の鹿島が天皇杯も獲得したため、XEROX SUPER CUPには当時のレギュレーションにより天皇杯準優勝者として広島が出場することになり（すなわち試合前の時点でスーパーカップの組み合わせは事実上決まっていた）、このときは広島が雪辱を果たしている。
| 2008年1月1日 14:02 【79】 |

| サンフレッチェ広島 | 0 - 2    | 鹿島アントラーズ             |
|                    | 公式記録 | 内田篤人 8分 · ダニーロ 89分 |

| 国立競技場 観客数: 46,357人 主審: 扇谷健司 |

- この節の出典
  - 【第87回天皇杯決勝 広島 vs 鹿島】鹿島レポート：内田とダニーロが大一番で今季初ゴール！　終始余裕ある戦いぶりで鹿島が今季２冠、クラブ11冠目を獲得！ - J's GOAL 2008年1月2日付けニュース
  - 【第87回天皇杯決勝 広島 vs 鹿島】広島レポート：Ｊ1王者の前に屈した広島。しかし、この悔しさを、強い勝利への想いを持ち続けたい。失った誇りを取り戻し、サポーターと笑い合うために - J's GOAL 2008年1月2日付けニュース